# Bladel (plaats)
Bladel  (uitspraakⓘ) (Brabants: Blaal) is de hoofdplaats  van de gelijknamige gemeente Bladel, in de Nederlandse provincie Noord-Brabant. De plaats is gelegen in de regio Kempen en maakt onderdeel uit van de streek Acht Zaligheden.

## Geschiedenis

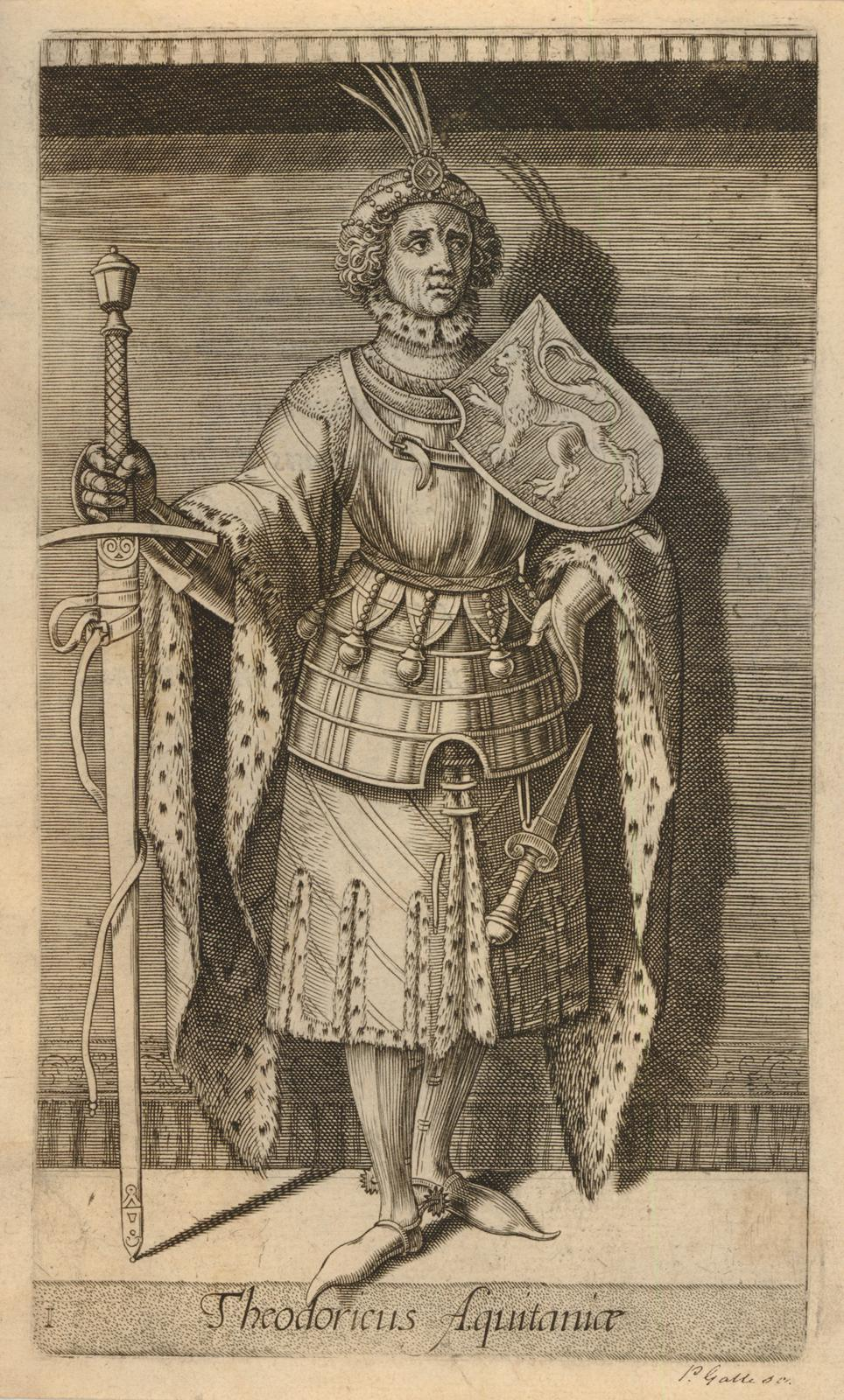
Graaf Dirk I krijgt in 922 "Hollant ende die kerck t'Egmonde met haren toebehoren" toegewezen.

### Naam
De naam Bladel is onder meer terug te vinden als Bladele, Pladella en Bladella, maar sinds 1280 is de schrijfwijze: Bladel. De uitgang -el komt van lo of lauha wat bos(je) betekent. De betekenis van het voorvoegsel Blad- is onbekend, maar het zou betrekking kunnen hebben op een eigennaam. Het voorvoegsel " Blad " zou ook afgeleid kunnen zijn van bladra wat zwelling, verhoging van een plek betekent. De naam Pladella voor een villa in de 2e helft van de 13e eeuw zou ook naar een woning op een verhoging in het landschap kunnen verwijzen.

### Grondbezitters
Het oudste gegeven van Bladel is een akte uit 922 waarin Karel de Eenvoudige, een Frankische vorst, in een kasteel "Pladella Villa", graaf Dirk I "Holland ende die Kerck t' Egmonde" ten geschenke gaf. Men zou daarom kunnen zeggen dat in Bladel de wieg van het Graafschap Holland heeft gestaan. Aangenomen wordt dat met Pladella Villa een groot huis in het huidige dorp Bladel bedoeld is. Het bestaan van dit huis is echter nimmer aangetoond. August Snieders heeft in een roman het bewuste huis in Netersel gesitueerd.
In de vroege middeleeuwen verwierf de Priorij van Postel een groot aantal bezittingen in de buurt van Bladel, waaronder het landgoed Ten Vorsel in 1173 en de Molen van Wolfswinkel in 1219. Ook bezat de Priorij zeven pachthoeven in Bladel.

### Ontginning
In de beginjaren van de twintigste eeuw werd een gebied rondom Bladel tot aan de Belgische grens aangewezen als landbouw-ontwikkelings-gebied. Met name grote gezinnen uit de Gelderse Achterhoek werden in de gelegenheid gesteld om in dit gebied heidevelden te ontginnen tot landbouwgebied. Grond werd tegen gesubsidieerde prijzen aangeboden. Grootgrondbezitters hadden hier verschillende boerderijen te koop staan die ook voor de kopers door het rijk werden gesubsidieerd. Met name in de twintiger jaren zijn veel grote gezinnen hiernaartoe getrokken. De benaming Gelderse Hoef zegt genoeg over de herkomst van deze genestelde boeren. De toen al bestaande Boerderij "Gelderse Hoeve" werd gekocht door de familie Duis. Zij kwamen met 12 kinderen naar dit gebied in 1927. De oudste zoon (25 jaar) was al voor deze officiële verhuisdatum bezig met ontginnen en de grond geschikt te maken voor 10 hectare graanteelt die in 1928 al kon worden geoogst. Hij had al een Fordson tractor, een  maaicombine en een dorskast aangeschaft. Een foto uit 1928 laat zien dat ook de buurtbewoners werden ingeschakeld om deze klus te klaren.

#### Buurtschappen
- Franse Hoef
- Het Bosch
- Ten Vorsel
- Gelderse Hoef

### Economie
Naast Eindhoven en Valkenswaard is ook Bladel een sigarenplaats bij uitstek. Er zijn 63 sigarenproducenten bekend die ooit in Bladel actief zijn geweest.

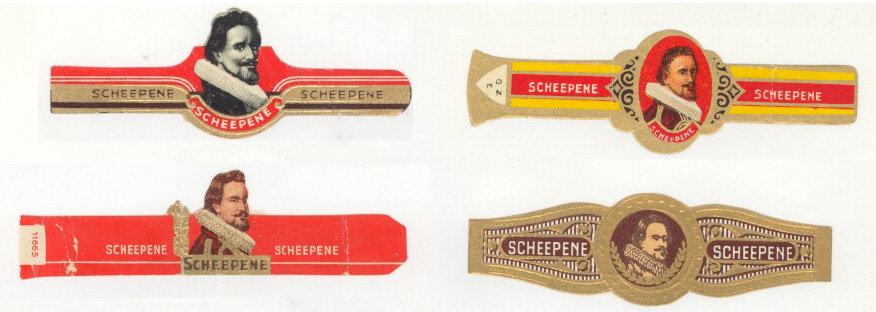
Scheepene sigarenbandjes

In 1854 begon de fabriek van Platteel Jan Teunis, die tot 1878 heeft bestaan. Vanaf 1867 was Scheepene Sigarenfabriek Gebrs. v.d. Pas & Zn te Bladel gevestigd, omstreeks 1880 gevolgd door J. Schaap en J. van Schaick. Het einde van de 19e eeuw bracht nog meer sigarennijverheid naar Bladel en ook in de eerste decennia van de 20e eeuw kwamen en gingen er vele sigarenfabrieken en -fabriekjes. Grote merken waren Derk de Vries, Duc George, waarvan de hoofdvestiging zich te Zeelst bevond, Excelsior, een nevenvestiging van Agio, een nevenvestiging van het Eindhovense bedrijf Lurmans & Cie., en nog velen meer. Na de Tweede Wereldoorlog was het gedaan met de Bladelse sigarenindustrie.
Met name de aanleg in 1897 van de tramlijn Eindhoven-Reusel bevorderde de komst van fabrieken.
In 1916 werd de Coöperatieve Stoomzuivelfabriek Sint-Isidorus opgericht. Het gebouw in eclectische historiserende bouwstijl is tegenwoordig fraai gerestaureerd, maar er is een bouwmarktketen in gevestigd waardoor het geheel enigszins ontsierd wordt door nogal uitbundige reclame.
In 1959 werd Bladel aangewezen als ontwikkelingskern en kon daardoor financiële faciliteiten bieden aan nieuwe bedrijven. Ten zuidwesten van het dorp ligt tegenwoordig een groot bedrijventerrein waarop tal van ondernemingen zich gevestigd hebben. Hierbij valt vooral het grote aantal bedrijven in de metaalsector op. Enkele bijzondere bedrijven zijn:
- Alfra weeg- en doseersystemen, behorend tot KSE Process Technology (Kempenservice Elektrotechniek)
- Eurovet, een bedrijf dat diergeneesmiddelen maakt, de Bladelse vestiging dateert van 1997
- Recticel, een bedrijf dat isolatieschuim en dergelijke vervaardigt

## Bezienswaardigheden
Het min of meer verstedelijkte dorp Bladel bezit weinig oude gebouwen. Er zijn twee belangrijke kernen. Dit zijn de Markt en de omgeving van de katholieke Sint-Petrus' Bandenkerk, met het Klooster en de Jongensschool. Deze kernen zijn door een lange winkelstraat, de Sniederslaan, met elkaar verbonden. Iedere zomer, einde juli, vindt in Bladel het Totaalfestival plaats, met muziek, theater, kinderanimatie en kunstprojecten allerhande.

### Markt
Aan de Markt bevindt zich het Gemeentehuis, een modern gebouw. In 2010 en 2018 zijn de markt en de aangrenzende horecapanden vernieuwd. Hierdoor is het aanzicht van de markt aanzienlijk verbeterd. De renovatie van de markt is, samen met de herinrichting van de Sniederslaan en een nieuwe bestemming voor de Posthof, onderdeel van een meerjarenplan om het Bladelse centrum te vernieuwen.
- Van belang is het gedenkteken voor August Snieders (1825-1904) in een gevel tegenover het gemeentehuis. Dit is aangebracht in 1960. Van hieruit vertrekt ook het Renier Sniederspad , een langeafstandwandeling naar Antwerpen, alsmede de Aadalroute, een rondwandeling van 21 km door de omgeving van Bladel. Renier Snieders, de broer van August, verwierf eveneens bekendheid als letterkundige.
- Beeldengroep voorstellende de verlening van de schenkingsbrief aan Dirk I, naast het gemeentehuis.
- Bronzen beeldje, voorstellende Mie Moors, een vrouw die hanen verkocht en leefde van 1872-1965, achter het stadhuis.
- Witte kerkje, iets ten noorden van de Markt is een protestantse kerk uit 1820, in neoclassicistische stijl en gerestaureerd in 1964 en 1982. Het bezit een kabinetorgel uit 1825 dat is gebouwd door Pieter Geerkens. In een nis aan de linkerwand hangt een Hugenotenkruis. Ook is er in de kerk een predikantenlijst te vinden die alle predikanten, van 1648 af aan, toont. Naast het kerkje bevinden zich een paar monumentale bomen.
- Het Gindrahuis is een opvallend herenhuis in Belgische baksteen dat zich bevindt op Sniederslaan 6A. Het is gebouwd in 1895 in opdracht van de kunstschilder Joseph Gindra. Het huis bevat dan ook een groot atelier. Ook de kunstschilder Victor de Buck heeft hier gewoond en gewerkt.
- Huize Sonnevanck is een voornaam herenhuis uit 1849 met elementen erin die aan de Empirestijl doen denken. Het is gerestaureerd in 1988 en weer in de authentieke kleuren geschilderd.

### Omgeving kerk
De omgeving van de parochiekerk heeft een aantal gebouwen die herinneren aan het rijke roomse verleden van Bladel. Dit zijn:
- De Sint-Petrus' Bandenkerk, een kerk uit 1925-1926, die gebouwd werd in de tuin van de pastorie.
- De pastorie is een monumentaal gebouw naast de kerk.
- De toren van de Oude Sint-Petrus'-Bandenkerk uit de eerste helft van de 15e eeuw bevindt zich tegenwoordig op de begraafplaats. De toren heeft deel uitgemaakt van twee kerken die allebei gesloopt zijn. De toren heeft drie geledingen. Er zijn zowel overhoekse als haakse steunberen te zien. Boven de ingang bevindt zich een rondvenster.
- Het voormalig klooster is een gebouw uit 1898. Het werd gesticht door de Zusters Franciscanessen der Onbevlekte Ontvangenis van de Heilige Moeder Gods uit Veghel. Links van het hoofdgebouw is een kapel die in 1936 werd bijgebouwd. De zusters wijdden zich aan bejaardenzorg, onderwijs en wijkverpleging. Tegenwoordig is in dit klooster een muziekschool gevestigd.
- De R.K. Jongensschool of Franciscusschool is een schoolgebouw uit 1913 met een tegeltableau. Tegenwoordig is dit opgenomen in een winkelcentrum en is het in gebruik als brasserie.

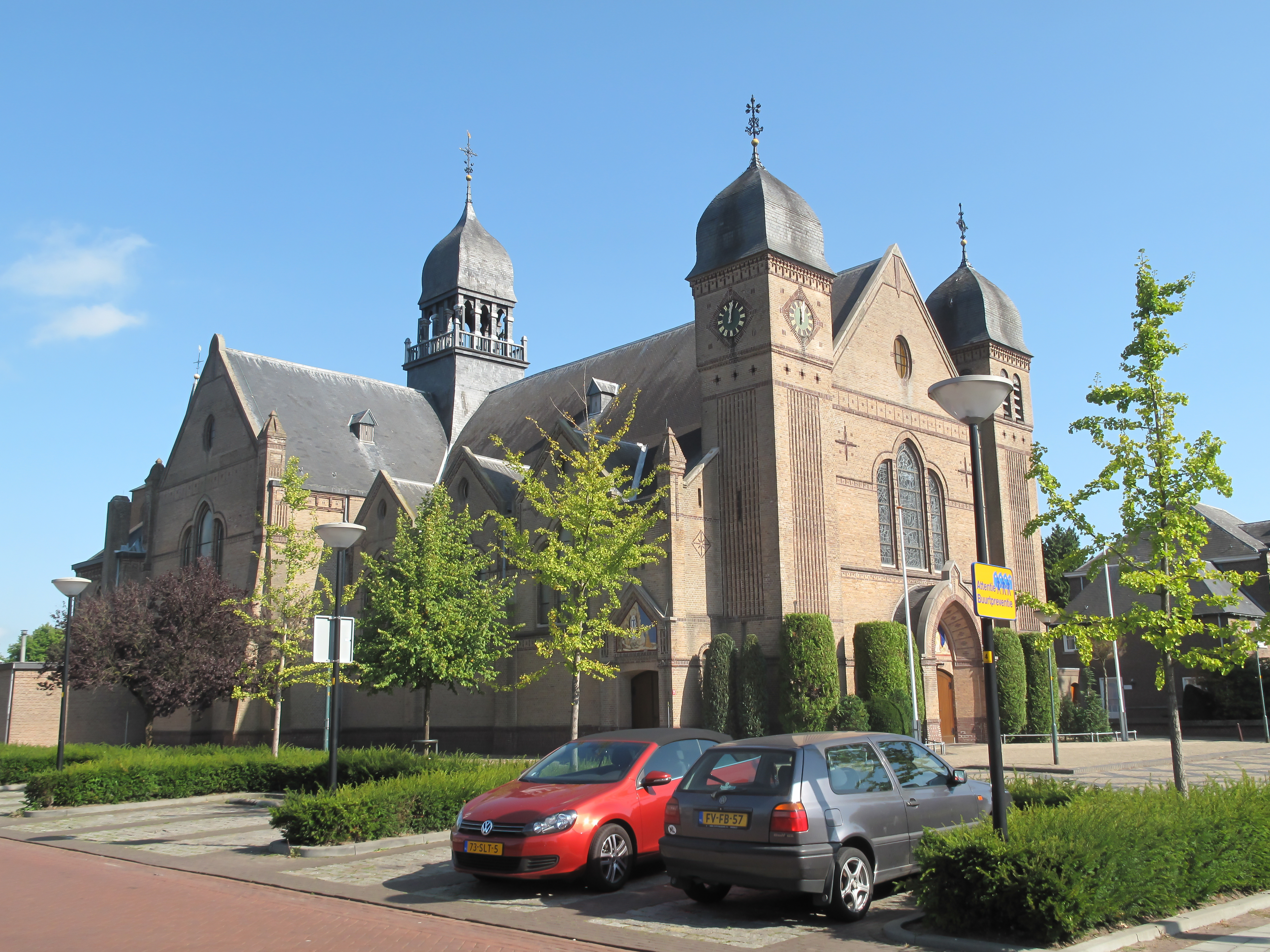
Bladel, de Sint-Petrus Bandenkerk
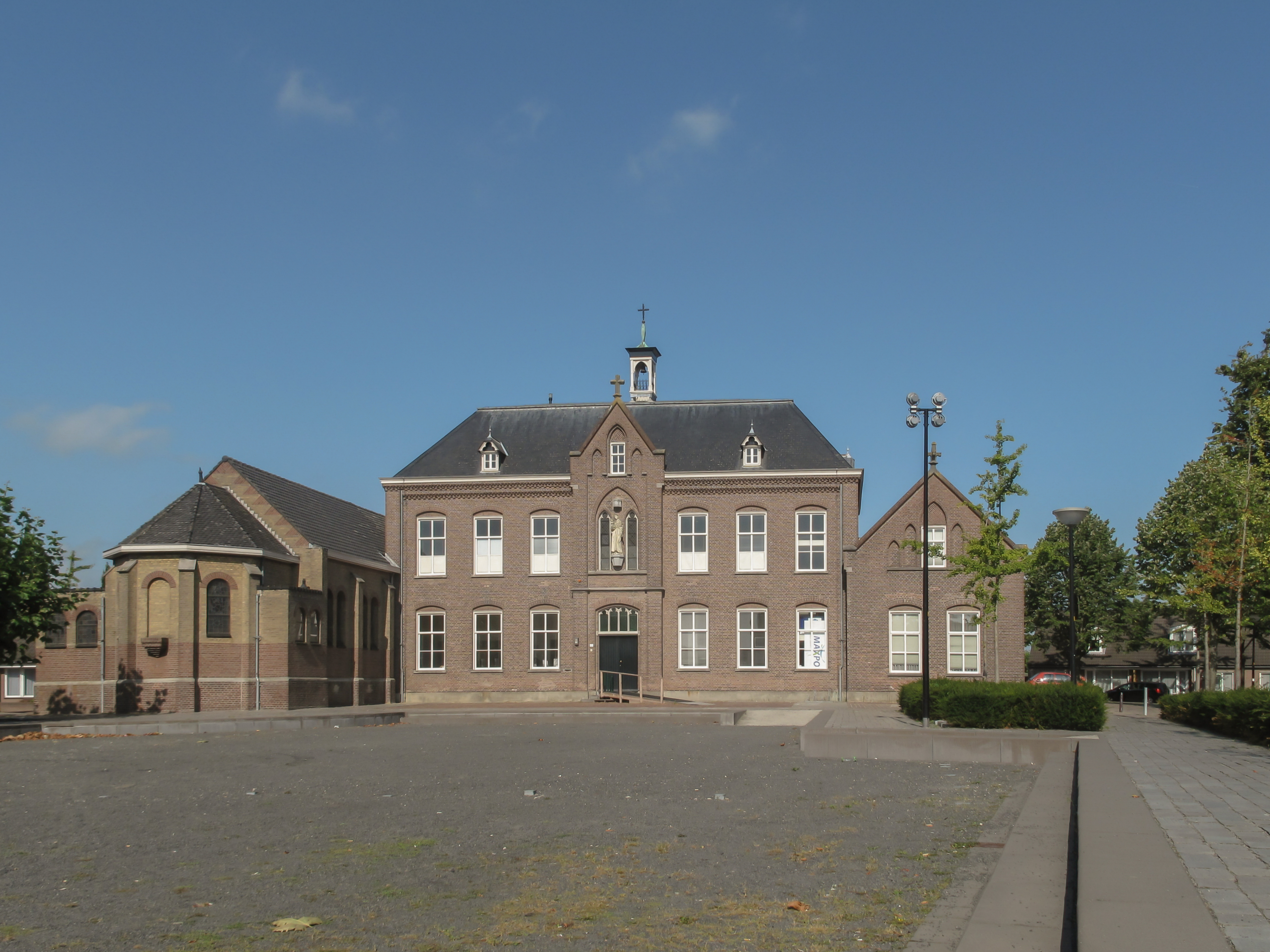
Bladel, pand bij begraafplaats
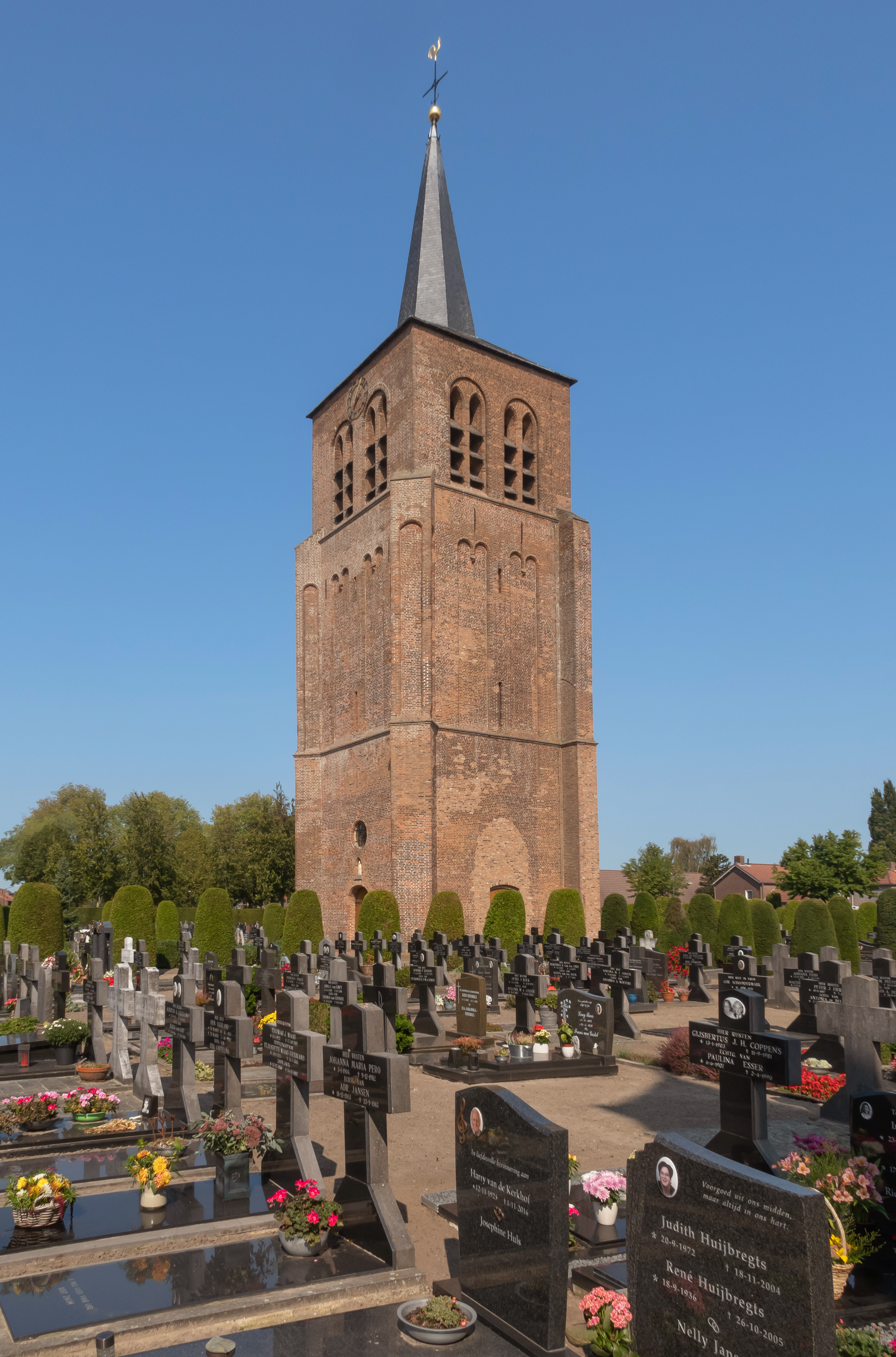
Bladel, toren op begraafplaats

### Overig
- De protestantse kerk van 1825.
- De Mariakapel uit 1968, ten noorden van Bladel op de hoek Molenweg/Den Houw.
- De Poterbewaarplaats uit 1952, een industrieel monumentje gelegen langs de weg naar Hapert dat bestaat uit een voormalige opslagplaats voor aardappelen. Dit gebouwtje was zodanig geconstrueerd dat er een vrijwel constante temperatuur heerste die tussen 6 °C en 10 °C lag. Dit werd bereikt door isolatie met kurk en gemalen vlas, en door een ingenieus ventilatiesysteem. In 1979 werd het gebouwtje buiten bedrijf gesteld. Nu is het een hobbyruimte. Er is een informatiepaneel en een kunstwerkje dat een aantal aardappelkratten voorstelt.
- De Luchtwachttoren 8C1 - Bladel, ten zuiden van de kom van Bladel, is een betonnen raatbouwtoren uit 1952 aan de Bossingel. De toren is gebouwd in 1954, ten tijde van de Koude Oorlog, om onder het bereik van de radar vliegende vijandelijke toestellen te kunnen waarnemen. Hij is van type 11,64. De typeaanduiding van de luchtwachttoren is de hoogte van de toren, gemeten tot aan de vloer van de observatiecabine, voor de totale hoogte komt er nog 1,52 m (de hoogte van de borstwering) bij. De totale hoogte van de toren is dan 13,16 m.[4] Hij is met klimop begroeid en ook de bomen in de directe omgeving steken erboven uit. Daarom is de toren niet meer zo opvallend en absoluut niet meer voor zijn oorspronkelijke doel bruikbaar. De luchtwachttoren is een gemeentelijk monument.
- De Heksenboom, een beuk uit 1890 met een grillige vorm van stam, takken en wortels, die zou groeien op de plaats waar Zwarte Kaat is begraven. Zij was de leider van een bende rovers die het Brabantse land onveilig maakten. De heksenboom van Bladel was in 2020 de Nederlandse inzending naar de verkiezing van "Europese boom van het jaar", waar hij als vierde eindigde.

### Monumenten
- Lijst van rijksmonumenten in Bladel (plaats)
- Lijst van gemeentelijke monumenten in Bladel

## Natuur en landschap
Hoewel Bladel in een drukke, verstedelijkte oost-westas is opgenomen, zijn er zowel ten noorden als ten zuiden van deze plaats landelijke gebieden. Ten westen stroomt de Raamloop, een zijrivier van de Reusel en ten oosten van Bladel stroomt de Groote Beerze.
In het noorden ligt een door ruilverkaveling tamelijk grootschalig geworden landbouwgebied. In het zuiden zijn uitgestrekte naaldbossen te vinden, voor een deel behorend tot Boswachterij De Kempen en aansluitend bij soortgelijke bossen in Hapert en Reusel.
Bladel grenst nu aan België, al was dit niet altijd zo. Door een uitruil in 1843 werd ten zuiden van de gemeente Bladel een smalle strook bos door België toegekend aan de Nederlandse gemeente Bergeijk. Later werd dit de 'pechstrook' genoemd, want toen de Europese Gemeenschap veel subsidiegelden verschafte aan grensgemeenten, liep Bladel deze mis. Inmiddels behoort de strook weer aan Bladel.
Tot de natuurgebieden ten zuiden van Bladel behoren de Kroonvense Heide en het landgoed Ten Vorsel.

## Bijnaam inwoners Bladel

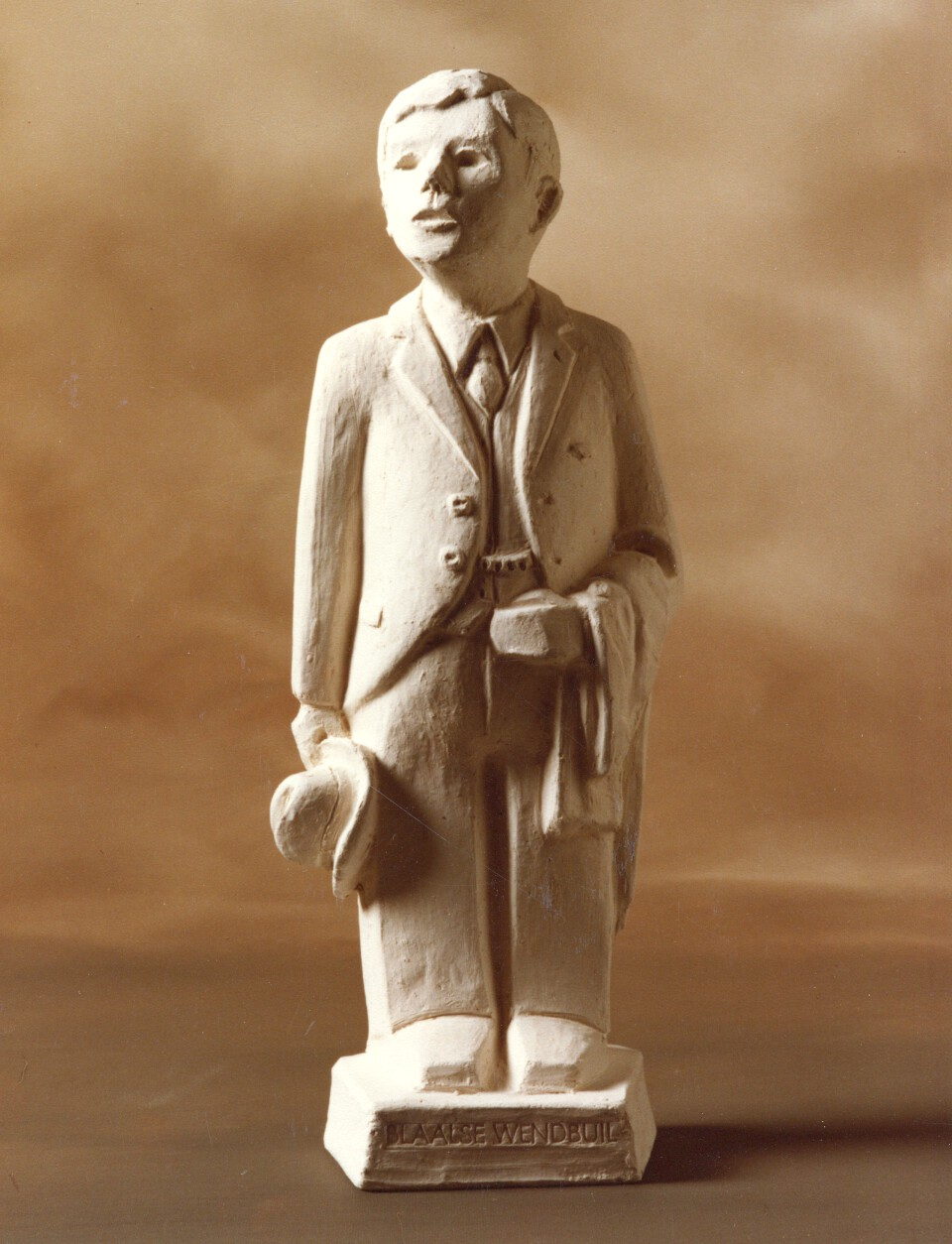
De Blaalse Wendbuil, een kunstwerk gemaakt door de Bladelse beeldhouwer Wim Gubbels.

De Blaalse Wendbuil (windbuil), afgekort Blaalse Wend, is een locofaulistische term die in de Kempen bruikbaar is om de inwoners van Bladel aan te duiden. De bijnaam wordt gebruikt om aan te geven dat Bladelnaren overdreven trots zijn op alles van hun eigen dorp, zich grootser en belangrijker voordoen dan ze eigenlijk zijn en zouden ze niet bereid zijn om te groeten naar mensen op straat. Dit werd niet alleen gekenmerkt door hun gedrag, maar ook door het uiterlijk voorkomen. Zo ging het vaak gepaard met het nette pak, de hoed en wandelstok in de hand en de regenjas die ze vaak bij hadden, maar nooit droegen. In enkele gevallen werd ook een paraplu of lorgnetje aan de attributen toegevoegd. 
Niet alleen in Bladel zelf, waar ze de bijnaam inmiddels met een korreltje zout nemen, maar ook in de rest van de Kempen en in het bijzonder bij aangrenzende dorpen als: Casteren, Hapert, Hulsel, Netersel en Reusel wordt de spotnaam gedurende de 21e eeuw nog veelvuldig op ludieke wijze gebruikt. Ook het spreekwoord Alles went, behalve Blaalse wend, is nog altijd met enkele regelmaat te horen. Hoogstwaarschijnlijk is de spotnaam afkomstig uit Reusel, terwijl in Hapert dit symbolische stereotype met al zijn tegengestelde kenmerken regelmatig vergeleken wordt met de Haopertse Gaoper (gaper).

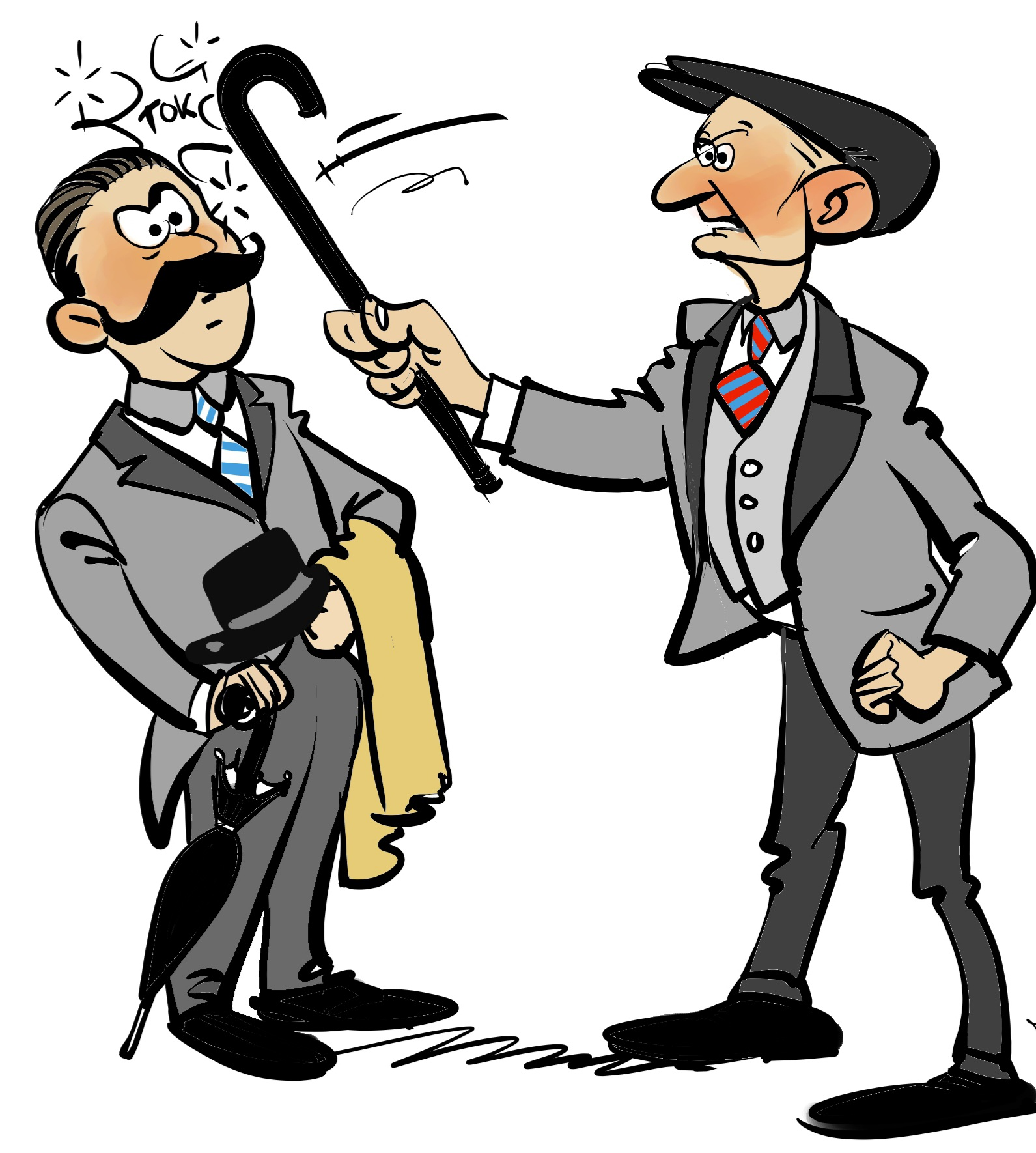
Een ludieke karikatuur tussen de Bladelse Windbuil en de Hapertse Gaper met de stropdassen in de clubkleuren van de plaatselijke voetbalclubs.

## Geboren in Bladel
- Renier Snieders (1812-1888), letterkundige, arts en schrijver
- August Snieders (1825-1904), letterkundige, journalist en schrijver
- Corky de Graauw (1951), ijshockeyer
- Jonas Castelijns (1953), radioloog en hoogleraar
- Nico Roymans (1954), archeoloog en hoogleraar
- Mary Fiers (1968), politica
- Roy Beerens (1987), voetballer
- Koen van Steensel (1989), voetballer
- Paul Dijkmans (1991), voetballer

## Trivia
- Tijdens carnaval heet het dorp 'Muggeziftersrijk'.
- Bladel werd in de 19e eeuw beschouwd als volwaardig lid van de Acht zaligheden. Aangezien de naam niet eindigt op -sel, is Bladel inmiddels verstoten door Wintelre (Wintersel). Het noemt zich daarom ook wel De negende zaligheid.
- Op 15 november 2021 werd ten zuiden van Bladel ter hoogte van de buurtschap Egypte een aardbeving gemeten van 2,6 op de schaal van Richter.

## Nabijgelegen kernen
| Aangrenzende kernen | Aangrenzende kernen | Aangrenzende kernen | Aangrenzende kernen | Aangrenzende kernen |
| ------------------- | ------------------- | ------------------- | ------------------- | ------------------- |
| Hulsel              |                     | Netersel            |                     | Casteren            |
|                     |                     |                     |                     |                     |
| Reusel              | Hapert              |                     |                     |                     |
|                     |                     |                     |                     |                     |
|                     |                     |                     |                     | Dalem               |